# Indice Bovespa
L'indice Bovespa, ou Ibovespa (en portugais : Índice Bovespa) est l'indice phare de la Bourse de São Paulo du Brésil. C'est un indice composé d'environ 100 des principales capitalisations boursières du pays traitées au BM&F Bovespa.
Sa cotation commença le 2 janvier 1968 avec une première cotation de 100.
Sa révision se fait chaque trimestre pour maintenir sa représentativité de la tendance boursière du Brésil.

## Corrélation avec les autres bourses
Les performances annuelles de l'indice Bovespa se sont rapprochées de celles du Dow Jones, du DAX, du CAC 40 et du Footsie, les grands marchés boursiers étant de plus en plus dépendants les uns des autres depuis une quinzaine d'années.

## Composition
Au 9 mars 2011, l'indice Bovespa se composait des titres suivants:
| Société                        | Secteur                 | Poids indiciel |
| ------------------------------ | ----------------------- | -------------- |
| Petrobras                      | Pétrolier               | 11.36          |
| Vale                           | Minier                  | 11.15          |
| Itau Unibanco                  | Banque                  | 3.69           |
| BM&F Bovespa                   | Banque                  | 3.35           |
| Petrobras                      | Pétrolier               | 3.25           |
| Usiminas                       | Sidérurgie              | 3.07           |
| Gerdau                         | Sidérurgie              | 2.98           |
| Banco Bradesco                 | Banque                  | 2.90           |
| Vale                           | Minier                  | 2.77           |
| Banco do Brasil                | Banque                  | 2.66           |
| PDG Realty                     | Immobilier              | 2.26           |
| companhia Siderúrgica Nacional | Sidérurgie              | 2.21           |
| Itausa                         | Banque                  | 1.93           |
| Cielo                          | Services financiers     | 1.44           |
| Cyrela Brazil Realty           | Immobilier              | 1.38           |
| Gafisa                         | Immobilier              | 1.34           |
| BRMalls                        | Immobilier              |                |
| BB Seguridade                  | Assurance               |                |
| Brasil Foods                   | Agroalimentaire         | 1.29           |
| Fibria                         | Emballage industriel    | 1.18           |
| MRV Engenharia                 | Construction            | 1.18           |
| CEMIG                          | Électricité             | 1.18           |
| JBS Friboi                     | Agroalimentaire         | 1.07           |
| BR Properties                  | Immobilier              |                |
| América Latina Logística       | Logistique              | 1.01           |
| Lojas Renner                   | Distribution            | 0.98           |
| Lojas Americanas               | Distribution            | 0.96           |
| CETIP                          | Services financiers     |                |
| TIM Brasil                     | Télécommunications      | 0.93           |
| Tele Norte Leste               | Télécommunications      | 0.90           |
| EcoRodovias                    | Concession autoroutière |                |
| Bradespar                      | Conglomérat             | 0.89           |
| Pao de Acucar                  | Agroalimentaire         | 0.89           |
| EDP - Energias do Brasil       | Électricité             |                |
| Banco Santander Brasil         | Banque                  | 0.86           |
| Hypermarcas                    | Distribution            | 0.83           |
| Localiza                       | Location de Voiture     |                |
| Marcopolo                      | Voiture                 |                |
| Kroton Educacional             | Éducation               |                |
| Estácio Participações          | Éducation               |                |
| Multiplan                      | Immobilier              |                |
| Eletrobras                     | Électricité             | 0.82           |
| CCR                            | Concession autoroutière | 0.80           |
| AmBev                          | Agroalimentaire         | 0.78           |
| Natura                         | Cosmétique              | 0.77           |
| Cosan                          | Agroalimentaire         | 0.74           |
| Even                           | Immobilier              |                |
| Eletrobras                     | Électricité             | 0.72           |
| GOL                            | Transport aérien        | 0.71           |
| Marfrig                        | Agroalimentaire         | 0.68           |
| Usiminas                       | Sidérurgie              | 0.66           |
| Qualicorp                      | Assurance santé         |                |
| Embraer                        | Aérospatiale et défense | 0.66           |
| AES Eletropaulo                | Électricité             | 0.65           |
| Copel                          | Électricité             | 0.63           |
| CESP                           | Électricité             | 0.61           |
| Braskem                        | Pétrochimie             | 0.59           |
| Light                          | Électricité             | 0.59           |
| Suzano Papel e Celulose        | Emballage industriel    |                |
| Duratex                        | Construction            | 0.54           |
| Klabin                         | Emballage industriel    | 0.51           |
| Ultrapar                       | Pétrochimie             | 0.48           |
| CPFL                           | Électricité             | 0.47           |
| Souza Cruz                     | Tabac                   | 0.38           |
| Sabesp                         | Traitement des eaux     | 0.30           |
| Tele Norte Leste               | Télécommunications      | 0.25           |
| Telemar Norte Leste            | Télécommunications      | 0.18           |
| TIM Brasil                     | Télécommunications      | 0.17           |
| Tractebel Energia              | Électricité             |                |
| Telecomunicações de São Paulo  | Télécommunications      | 0.15           |